# Megalomanie

Un desen animat care ilustrează fenomenul paranoiei.

Megalomania (din greacă μεγάλως mare, μανία nebunie), denumită și delir de grandoare, este o afecțiune psihiatrică în care pacienții prezintă iluzii de grandoare, crezând că posedă puteri și privilegii ieșite din comun. În unele cazuri, ei se pot crede de origine regală sau chiar divină. Megalomanii nu numai că au sentimentul patologic al grandorii propriei personalități, atunci când se consideră a fi artiști sau savanți de renume mondial, eroi sau conducători celebri, dar se si comportă ca atare.
Megalomania este o manifestare psihică patologică, întâlnită în u nele boli mintale (paranoia, schizofrenie) și constând dintr-un delir de grandoare, bolnavii susținând că sunt persoane importante. Megalomania este adesea asociată cu delirul de persecuție; grandomanie.
Megalomania are ca origine suficiența, manifestată de un subiect dotat, dar orgolios, din expansiunea delirantă a eului cu ideile de omnipotență, de omnisciență înnăscută, convingerea excesivă privind propria superioritate.
Megalomania se întâlnește în schizofrenie, psihoza maniaco-depresivă și mai rar, o formă tardivă de sifilis denumită paralizia generală progresivă, care evoluează spre demență.

## Lecturi tematice
- Pedro Arturo Aguirre, Istoria megalomaniei, 392 pagini, Editura Nemira, 2016, ISBN: 978-606-758-769-2

## Legături externe
- „megalomanie” la DEX online